# Regular-Irregular
Regular-Irregular – pierwszy album studyjny NCT 127 – podgrupy południowokoreańskiego boysbandu NCT. Ukazał się 12 października 2018 roku, był dystrybuowany przez Iriver w Korei Południowej. Płytę promował singel „Regular” (Korean Ver.). W powstaniu albumu uczestniczyło dziewięciu członków.
Album został poszerzony o trzy nowe utwory i wydany ponownie 23 listopada 2018 roku pod nowym tytułem Regulate. Płytę promował singel „Simon Says”.

## Lista utworów

### Regular-Irregular
| CD  | CD | CD                                                                   | CD                                                                                | CD                         | CD      |
| Nr  | Tytuł utworu | Tekst                                                                | Kompozycja                                                                        | Aranżacja                  | Długość |
| --- | --- | -------------------------------------------------------------------- | --------------------------------------------------------------------------------- | -------------------------- | ------- |
| 1.  | „Jigeum Uri (City 127” (kor. 지금 우리 (City 127))                                                                  | JQ (Makeumine Works), Moon Hee-yeon (Makeumine Works), Taeyong, Mark | The Stereotypes, Micah Powell, Clarence Coffee Jr., Taeyong                       | The Stereotypes            | 3:19    |
| 2.  | „Regular” (wer. koreańska)                                                                                          | Coogie (ATM Seoul), Tommy $trate, Taeyong, Mark                      | Mike Daley, Mitchell Owens, Wilbart "Vedo" McCoy III, George Kranz, Yoo Young-jin | Mike Daley, Mitchell Owens | 3:37    |
| 3.  | „Replay (PM 01:27)” (wyk. Taeil, Johnny, Yuta, Doyoung, Jaehyun, Winwin, Jungwoo, Haechan)                          | Bang Hye-hyun                                                        | LDN Noise, Varren Wade                                                            | LDN Noise                  | 3:39    |
| 4.  | „Knock On” | Zaya (Joombas), Kim Min-ji                                           | Gene Noble, MZMC                                                                  | MZMC                       | 3:25    |
| 5.  | „Naui Modeun Sungan (No Longer)” (kor. 나의 모든 순간 (No Longer)), wyk. Taeil, Doyoung, Jaehyun, Jungwoo, Haechan) | Hwang Hyun (MonoTree)                                                | Andreas Öberg, Simon Petrén, Gustav Karlström, Onestar (MonoTree), eSNa           | Simon Petrén               | 4:57    |
| 6.  | „Interlude: Regular to Irregular” (narracja: Johnny, Yuta, Winwin, Jungwoo)                                         |                                                                      | Kim Kyung-min, Hitchhiker                                                         | Hitchhiker, Yi Nile        | 3:10    |
| 7.  | „Nae Van (My Van)” (kor. 내 Van (My Van)) (wyk. Taeyong, Yuta, Jaehyun, Jungwoo, Mark)                              | Kim Dong-hyun, Taeyong, Mark                                         | Kim Dong-hyun, 250                                                                | 250                        | 3:26    |
| 8.  | „Akmong (Come Back)” (kor. 악몽 (Come Back))                                                                        | Bong Eun-young, Ryu Da-som, Taeyong, Mark                            | Mike Daley, Mitchell Owens, Deez, Michael Jiminez, Jeremy "Tay" Jasper, MZMC      | Mike Daley, Mitchell Owens | 3:25    |
| 9.  | „Singiru (Fly Away With Me)” (kor. 신기루 (Fly Away with Me))                                                       | Kang Eun-jung, Hwang Yoo-bin                                         | Rory Wynne Andrew, Francesco Yates, Jenna Andrews, Dillon Pace                    | Dillon Pace                | 3:32    |
| 10. | „Regular” (wer. angielska)                                                                                          | Wilbart "Vedo" McCoy III, Taeyong, Mark                              | Mike Daley, Mitchell Owens, Wilbart "Vedo" McCoy III, George Kranz, Yoo Young-jin | Mike Daley, Mitchell Owens | 3:39    |
| 11. | „Run Back 2 U” (Bonus track)                                                                                        | Kim Min-seok, Double Dragon                                          | Donald "haZEL" Sales, Double Dragon                                               | Double Dragon              | 3:39    |

### Regulate
| CD  | CD | CD                                                                   | CD                                                                                | CD                         | CD      |
| Nr  | Tytuł utworu | Tekst                                                                | Kompozycja                                                                        | Aranżacja                  | Długość |
| --- | --- | -------------------------------------------------------------------- | --------------------------------------------------------------------------------- | -------------------------- | ------- |
| 1.  | „Jigeum Uri (City 127” (kor. 지금 우리 (City 127))                                                                  | JQ (Makeumine Works), Moon Hee-yeon (Makeumine Works), Taeyong, Mark | The Stereotypes, Micah Powell, Clarence Coffee Jr., Taeyong                       | The Stereotypes            | 3:19    |
| 2.  | „Regular” (wer. koreańska)                                                                                          | Coogie (ATM Seoul), Tommy $trate, Taeyong, Mark                      | Mike Daley, Mitchell Owens, Wilbart "Vedo" McCoy III, George Kranz, Yoo Young-jin | Mike Daley, Mitchell Owens | 3:37    |
| 3.  | „Replay (PM 01:27)” (wyk. Taeil, Johnny, Yuta, Doyoung, Jaehyun, Winwin, Jungwoo, Haechan)                          | Bang Hye-hyun                                                        | LDN Noise, Varren Wade                                                            | LDN Noise                  | 3:39    |
| 4.  | „Welcome To My Playground”                                                                                          | Seo Ji-eum, Ra.D, BrotherSu, Taeyong, Mark                           | Johan Gustafsson, Ra.D, BrotherSu                                                 | Johan Gustafsson           | 3:59    |
| 5.  | „Knock On” | Zaya (Joombas), Kim Min-ji                                           | Gene Noble, MZMC                                                                  | MZMC                       | 3:25    |
| 6.  | „Naui Modeun Sungan (No Longer)” (kor. 나의 모든 순간 (No Longer)), wyk. Taeil, Doyoung, Jaehyun, Jungwoo, Haechan) | Hwang Hyun (MonoTree)                                                | Andreas Öberg, Simon Petrén, Gustav Karlström, Onestar (MonoTree), eSNa           | Simon Petrén               | 4:57    |
| 7.  | „Nae Van (My Van)” (kor. 내 Van (My Van)) (wyk. Taeyong, Yuta, Jaehyun, Jungwoo, Mark)                              | Kim Dong-hyun, Taeyong, Mark                                         | Kim Dong-hyun, 250                                                                | 250                        | 3:26    |
| 8.  | „Interlude: Regular to Irregular” (narracja: Johnny, Yuta, Winwin, Jungwoo)                                         |                                                                      | Kim Kyung-min, Hitchhiker                                                         | Hitchhiker, Yi Nile        | 3:10    |
| 9.  | „Simon Says” | JQ (Makeumine Works), DADA (Makeumine Works), Tommy $trate           | Anne Judith Wik, Ronny Svendsen, Jin Suk Choi, Bobii Lewis, Yoo Young-jin         | Dsign Music, Yoo Young-jin | 3:19    |
| 10. | „Akmong (Come Back)” (kor. 악몽 (Come Back))                                                                        | Bong Eun-young, Ryu Da-som, Taeyong, Mark                            | Mike Daley, Mitchell Owens, Deez, Michael Jiminez, Jeremy "Tay" Jasper, MZMC      | Mike Daley, Mitchell Owens | 3:25    |
| 11. | „Singiru (Fly Away With Me)” (kor. 신기루 (Fly Away with Me))                                                       | Kang Eun-jung, Hwang Yoo-bin                                         | Rory Wynne Andrew, Francesco Yates, Jenna Andrews, Dillon Pace                    | Dillon Pace                | 3:32    |
| 12. | „Chain” (wer. koreańska)                                                                                            | JQ (Makeumine Works), On Gyeol, Sohlhee                              | 250, Albin Nordqvist                                                              | 250                        | 3:43    |
| 13. | „Regular” (wer. angielska)                                                                                          | Wilbart "Vedo" McCoy III, Taeyong, Mark                              | Mike Daley, Mitchell Owens, Wilbart "Vedo" McCoy III, George Kranz, Yoo Young-jin | Mike Daley, Mitchell Owens | 3:39    |
| 14. | „Run Back 2 U” (Bonus track)                                                                                        | Kim Min-seok, Double Dragon                                          | Donald "haZEL" Sales, Double Dragon                                               | Double Dragon              | 3:39    |

## Notowania

### Regular-Irregular
| Lista                            | Pozycja |
| -------------------------------- | ------- |
| Australian Digital Albums (ARIA) | 19      |
| French Download Albums (SNEP)    | 43      |
| Oricon Album Chart               | 6       |
| Billboard Japan Hot Albums       | 24      |
| Gaon Album Chart                 | 1       |
| Five Music (Tajwan)              | 2       |
| UK Download Albums (OCC)         | 42      |
| Billboard 200                    | 86      |
| Billboard World Albums           | 2       |

### Regulate
| Lista                  | Pozycja |
| ---------------------- | ------- |
| Gaon Album Chart       | 2       |
| Five Music (Tajwan)    | 5       |
| Billboard World Albums | 9       |

## Nagrody w programach muzycznych
| Program            | Data                 | Źródło |
| ------------------ | -------------------- | ------ |
| The Show (SBS MTV) | 16 października 2018 | [ 14 ] |
| The Show (SBS MTV) | 23 października 2018 | [ 15 ] |
| M Countdown (Mnet) | 25 października 2018 | [ 16 ] |
| Music Bank (KBS2)  | 26 października 2018 | [ 17 ] |

## Sprzedaż i certyfikaty
| Kraj                    | Sprzedaż                                                                                    | Certyfikat                   |
| ----------------------- | ------------------------------------------------------------------------------------------- | ---------------------------- |
| Korea Południowa (Gaon) | Regular-Irregular: 292 341 (stan na grudzień 2018) Regulate: 164 332 (stan na styczeń 2020) | Platinum (Regular-Irregular) |
| Japonia (Oricon)        | 26 057                                                                                      |                              |
| USA (Billboard)         | 8000                                                                                        |                              |